# Млодник
Млодник (пол. Młodnik, нім. Süßenrode) — село в Польщі, у гміні Мурув Опольського повіту Опольського воєводства.
Населення — 84 особи (2011).

## Демографія
Демографічна структура станом на 31 березня 2011 року:
|          | Загалом | Допрацездатний вік | Працездатний вік | Постпрацездатний вік |
| -------- | ------- | ------------------ | ---------------- | -------------------- |
| Чоловіки | 41      | 3                  | 36               | 2                    |
| Жінки    | 43      | 9                  | 22               | 12                   |
| Разом    | 84      | 12                 | 58               | 14                   |